# Arno Rauschenbeutel
Arno Rauschenbeutel (* 1971 in Düsseldorf) ist ein deutscher Physiker, der sich mit experimenteller Quantenoptik befasst.

## Leben
Rauschenbeutel forschte unter Jean-Michel Raimond an der École normale supérieure in Paris und wurde 2001 an der Universität Paris VI promoviert. Damals befasste er sich mit Hohlraum-Quantenelektrodynamik mit Rydberg-Atomen. Danach war er bei Dieter Meschede an der Universität Bonn, war Professor an der Universität Mainz und ab 2010 Professor und Gruppenleiter am Atominstitut (ATI) der TU Wien. Er war dort Gründungsmitglied des Vienna Center for Quantum Science and Technology. 2018 erhielt er eine Humboldt-Professur an der Humboldt-Universität Berlin und am neu geschaffenen Zentrum für Photonische Quantentechnologien im Wissenschafts- und Technologiepark Berlin-Adlershof.
Er befasst sich mit Nanophotonik, Nanofasern, hybriden Quantensystemen (Kopplung von Licht aus sehr dünnen Glasfasern – mit Durchmesser kleiner als der Wellenlänge des Lichts, das diese durchläuft – und Atomen, die durch die Wechselwirkung mit dem Licht an der Oberfläche eingefangen werden) und optischen Mikroresonatoren.
2006 erhielt er den European Young Investigator Award der European Science Foundation, erhielt einen Marie Curie Excellence Award und 2014 einen ERC Consolidator Grant des europäischen Forschungsrats.

## Schriften (Auswahl)
- mit G. Nogues, S. Osnaghi, P. Bertet, M. Brune, Jean-Michel Raimond, Serge Haroche: Coherent operation of a tunable quantum phase gate in cavity QED, Physical Review Letters, Band 83, 1999, S. 5166
- mit G. Nogues, S. Osnaghi, P. Bertet, M. Brune, J. M. Raimond, S. Haroche: Seeing a single photon without destroying it, Nature, Band 400, 1999, S. 239–242
- mit G. Nogues, Serge Haroche u. a.: Step-by-step engineered multiparticle entanglement, Science, Band 288, 2000, S. 2024–2028
- mit P. Bertet, S. Haroche u. a.: A complementarity experiment with an interferometer at the quantum–classical boundary, Nature, Band 411, 2001, S. 166–170
- mit P. Bertet, S. Osnaghi, Gilles Nogues, Michel Brune, Jean-Michel Raimond, Serge Haroche: Controlled entanglement of two field modes in a cavity quantum electrodynamics experiment, Physical Review A, Band 64, 2001, S. 050301
- D. Schrader, I. Dotsenko, M. Khudaverdyan, Y. Miroshnychenko, Dieter Meschede: Neutral Atom Quantum Register, Physical Review Letters, Band 93, 2004, S. 150501
- mit G. Sagué, E. Vetsch, W. Alt, D. Meschede: Cold-atom physics using ultrathin optical fibers: Light-induced dipole forces and surface interactions, Physical Review Letters, Band 99, 2007, S. 163602
- mit E. Vetsch u. a.: Optical interface created by laser-cooled atoms trapped in the evanescent field surrounding an optical nanofiber, Physical Review Letters, Band 104, 2010, S. 203603
- mit J. Petersen, J. Volz: Chiral nanophotonic waveguide interface based on spin-orbit interaction of light, Science, Band 346, 2014, S. 67–71
- mit P. Lodahl, Peter Zoller u. a.: Chiral Quantum Optics, Nature, Band 541, 2017, S. 473–480